# مؤسسة فورنتيرا النسائية
هي منظمة غير ربحية وغير حزبية تعمل في إل باسو وتكساس وسيوداد خواريز في المكسيك، تنُص مؤسسة فرونتيرا النسائية على أن هدفها هو «تعزيز التغيير الاجتماعي الإيجابي للنساء والفتيات على طول الحدود»، ويركز حملته على خدمة المجتمع وقضايا حقوق المرأة على مستوى الأسرة والمجتمع ومستوي المنظمات أيضاً. كما تدعم المؤسسة المنظمات الشعبية على الحدود المكسيكية الأمريكية، حيث تمتد المنطقة من جنوب نيو مكسيكو، عبر مقاطعة إل باسو وتكساس وسيوداد خواريز بالمكسيك، إلى براونزفيل بولاية تكساس.
و تدعم مؤسسة «فرونتيرا» النسائية هذه المنظمات من خلال تقديم منح إلى المجموعات التي تدعم النساء والفتيات اللواتي يناضلن من أجل قضايا مثل الوضع الاجتماعي والاقتصادي المتدني، والتحيز الجنسي، والتحيز العرقي.

## وصلات خارجية
- الموقع الرسمي
- Community page
- Borderzine article
- El Paso Times article: Time to Celebrate Female Athletes[وصلة مكسورة]
- El Paso Times article: Artistic Comadres نسخة محفوظة 29 يونيو 2013 at Archive.is
- El Paso Times article: Author Strives to Alter Way Latinas See Themselves[وصلة مكسورة]